# 시슬리
시슬리(cicely, 학명: Myrrhis odorata 미르히스 오도라타[*])는 미나리과의 여러해살이풀이다. 시슬리속에 속하는 두 종 가운데 하나이며, 다른 한 종은 M. nuda이다.

## 갤러리

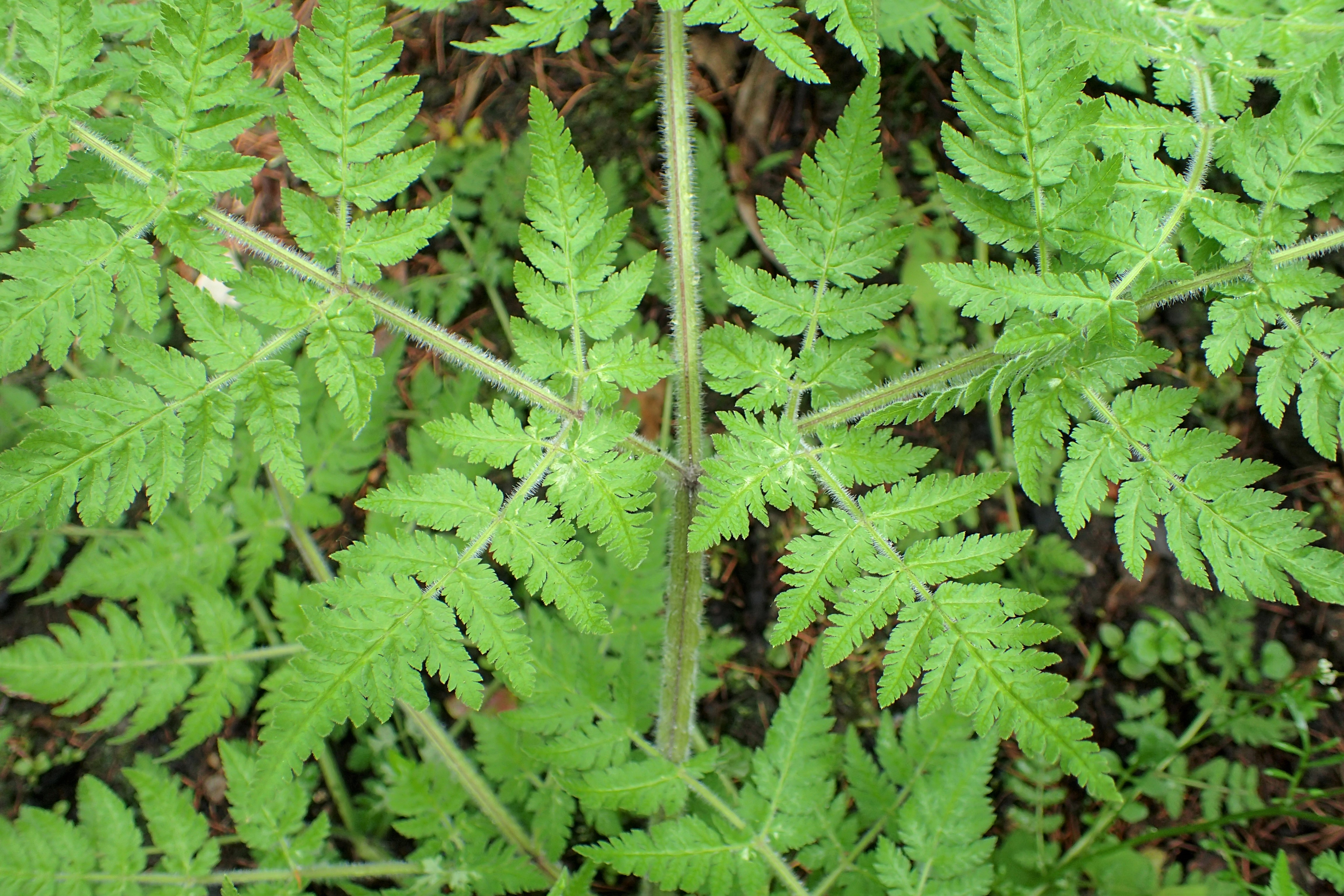
잎
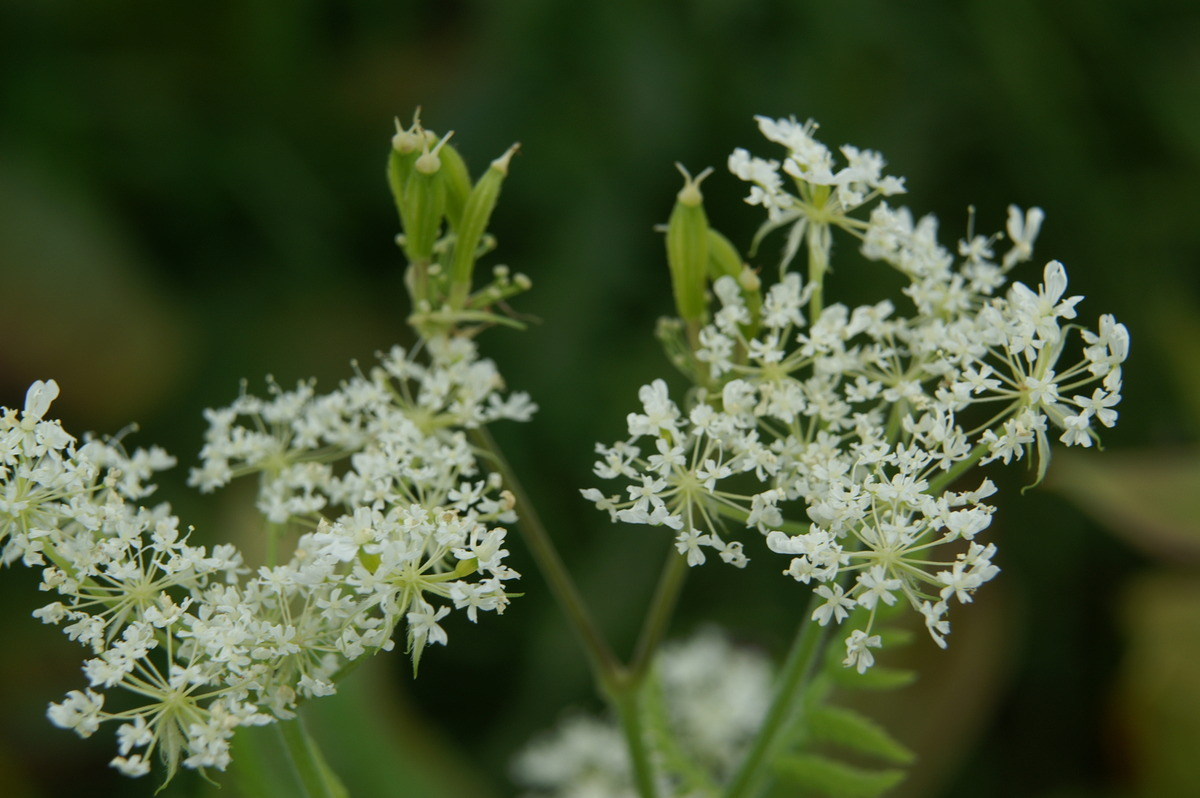
꽃
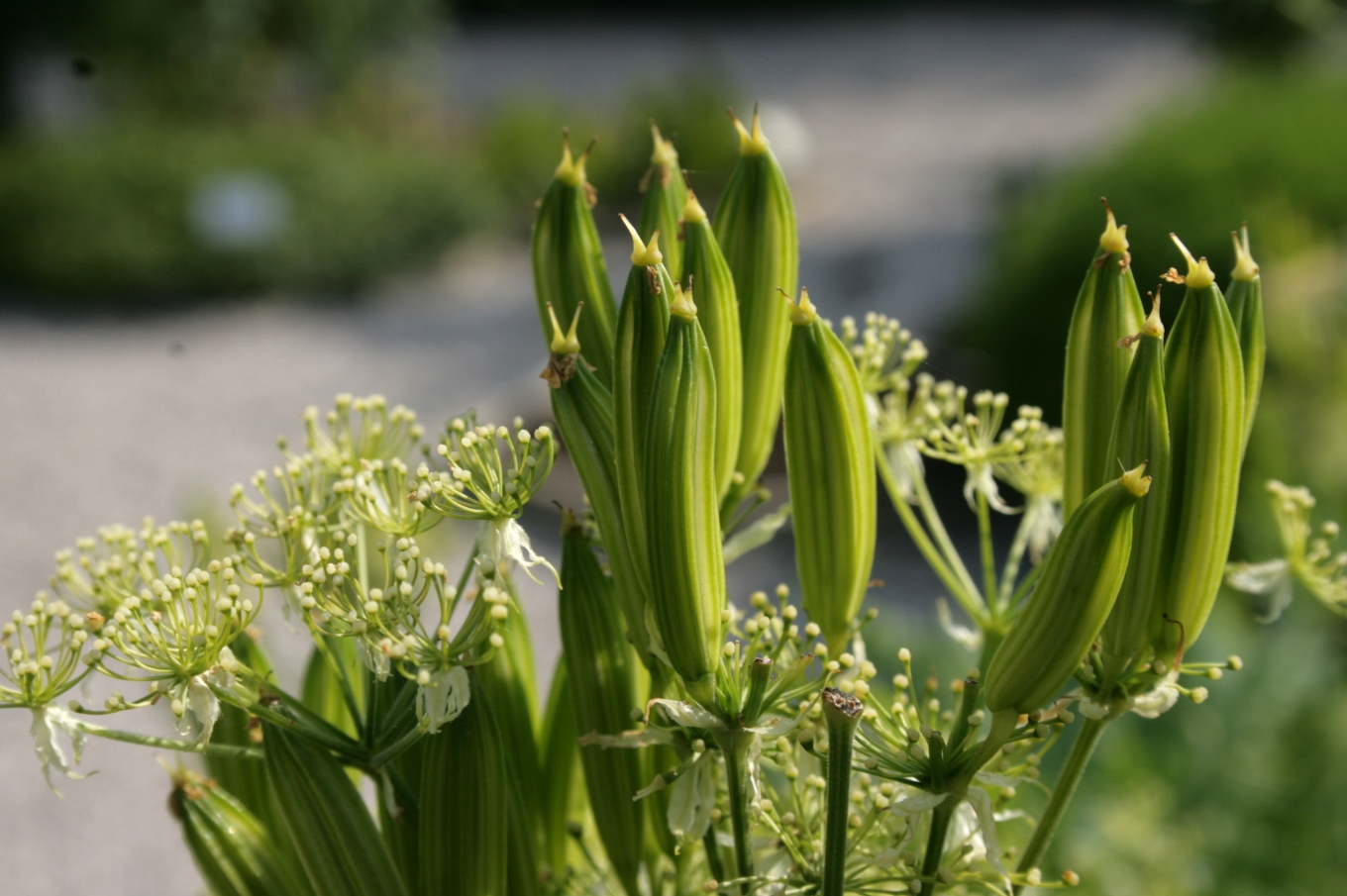
씨